# Everytime You Go Away
«Everytime You Go Away» (en español: «Cada vez que te vas») es una canción compuesta por el cantante estadounidense Daryl Hall, que originalmente fue grabada por el dúo Hall & Oates en su noveno álbum de estudio Voices de 1980, pero no fue publicada como sencillo. La canción fue un éxito internacional cuando fue versionada por el cantante británico Paul Young en 1985, como parte y primer sencillo de The Secret of Association, segundo álbum de estudio del músico.
La versión de Paul Young logró posicionarse en el número 1 del Billboard Hot 100 el 27 de julio de 1985, y fue uno de los dos sencillos que llegaron a entrar en el top 10 de la lista estadounidense. Asimismo encabezó la Adult Contemporary por dos semanas. En el Reino Unido, país natal de Young, «Everytime You Go Away» alcanzó la posición número 4 y ganó un Premio Brit por «Mejor video británico» en 1986. Fue una de las canciones que el cantante interpretó en el Live Aid.

## Lista de temas
Sencillo de siete pulgadas
1. «Everytime You Go Away» – 4:15
2. «This Means Anything» – 3:13

Maxisencillo
1. «Everytime You Go Away» (versión extendida) – 7:32
2. «This Means Anything» – 3:13

## Personal
- Paul Young - voz principal y coros
- Ian Kewley - sintetizadores, sampler y piano
- John Turnbull - sitar eléctrico y guitarra clásica
- Pino Palladino - bajo sin trastes
- Steve Bolton - guitarra eléctrica (no acreditado)
- Mark Pinder - batería y caja de ritmos
- Marc Chantereau - pandereta
- Jimmy Chambers - coros
- George Chandler - coros
- Tony Jackson - coros

## Posicionamiento en listas
| Lista (1985)                    | Máxima posición |
| ------------------------------- | --------------- |
| Australia (KMR)                 | 20              |
| Canada RPM Top Singles          | 1               |
| Dutch Mega Top 100              | 16              |
| French SNEP Singles Chart       | 16              |
| German Singles Chart            | 40              |
| Irish IRMA Singles Chart        | 2               |
| Norwegian Singles Chart         | 2               |
| UK Singles Chart                | 4               |
| US Billboard Hot 100            | 1               |
| US Billboard Adult Contemporary | 1               |
| US Billboard Mainstream Rock    | 14              |
| US Cash Box Top 100             | 1               |